# Podarkeopsis capensis
Podarkeopsis capensis är en ringmaskart som först beskrevs av Francis Day 1963.  Podarkeopsis capensis ingår i släktet Podarkeopsis och familjen Hesionidae. Inga underarter finns listade i Catalogue of Life.